# Дальнобойщики
Дальнобойщики е руски телевизионен сериал за приключенията на двама шофьори-партньори.
Премиерата на първия сезон е от 10 септември до 18 октомври 2001 г. по руския канал НТВ, втория сезон – от 20 ноември до 26 декември 2004 г. също по канала НТВ, третия сезон – от 28 януари до 18 февруари 2012 г. по украинския канал телевизионен канал ICTV.

## Сюжет
(сезони 1 – 2)
Главните герои са партньорите на камионери Фьодор Иванович Афанасиев (Владимир Гостюхин) и Александър Коровин (Владислав Галкин) от автобазата в Балашиха. Опитният шофьор на тежкотоварно ремарке Фьодор не може да се разбере с новия си партньор, лекомисления и шеговит Саша. И какво общо могат да имат два напълно различни характера от две различни поколения? Понякога дори се стига до кавги, но всеки път шофьорите на камиони се помиряват от пътя и приключенията, които ги очакват.
(3 сезон)
Минаха 10 години. В автобазата, където Иванич все още работи, не са се случили големи промени: той все още, както преди 10 години, върти волана и кара камиона си по руските пътища, но само сам, без партньор. След смъртта на Сашка Федор така и не намери заместник за него.
Историята започва в деня, когато роднини и приятели, както и цялото автобаза, се готвят да отпразнуват годишнината на Федор Иванович. Само един стар шофьор на камион не обича пищни тържества, така че докато масите се поставят в основата, Федор Иванович кара камион на работното си място. Редовен полет, товарът е придружен от красива млада жена Ирина. Но на пътя шофьорът често е в опасност.

## Актьорски състав
- Владимир Гостюхин – Фьодор Иванович Афанасиев (Иванич)
- Владислав Галкин – Александър Александрович (Николаевич) Коровин (Сашок, сезони 1 – 2). Умира между събитията от сезон 2 и 3. В първия епизод на 3 сезон са показани кадри от хрониката със Сашок.
- Пьотър Зайченко – Алексей Кузнецов (Льоха), бивш партньор на Фьодор (сезон 1)
- Наталия Егорова – Нина Ивановна Афанасиева, съпругата на Фьодор, диспечер в автобазата
- Виктор Яцук като Пьотр Марчук, шофьор на камион, брат близнак на Павел (сезони 1 – 2)
- Вадим Яцук като Павел Марчук, шофьор на камион, брат близнак на Питър (сезони 1 – 2)
- Дария Михайлова – Вероника Андреевна Коровина, племенница на Фьодор и Нина, булка, по-късно съпруга на Саша (сезони 1 – 2)
- Олга Лисак (сезон 1) / Юлия Ромашина (сезон 3) – Алена Фьодоровна Афанасиева, дъщеря на Фьодор и Нина (сезони 1, 3)
- Станислав Дъжников – Константин Фадин, охраната на Натка (сезони 1 – 2)
- Юлия Шарикова – Натка, дъщеря на олигарх, стар приятел на Фьодор и Саша (сезони 1 – 2)
- Сергей Друзяк като Иван Фьодорович Афанасиев, син на Фьодор, шофьор на камион (сезон 3)
- Павел Сборщиков като Станислав Михайлович Пронин, шофьор на камион, партньор на Иван, съпруг на Ирина (сезон 3)
- Дария Повереннова – Ирина Меркулова, собственик на салон за красота, съпруга на Стас (сезон 3)
- Олег Мосалев – Виктор, съпругът на Алена (сезон 3)
- Анна Цуканова-Кот като Мария, годеницата на Иван (сезон 3)
- Анна Легчилова като Зинка, сервитьорката (сезон 1)
- Всеволод Шиловски – Афанасий Петрович, директор на винарската база (сезон 1)
- Виктор Проскурин като Николай Скворцов, началник на химическия склад (сезон 1)
- Марина Феоктистова като Светлана, ветеринарният лекар, придружаващ козата Боря (сезон 1)
- Виктор Сухоруков – „счетоводител“ (сезон 1)
- Роман Мадянов – началник на офиса (сезон 1)
- Михаил Богдасаров – Ашот Ванукян (Сезон 1) / Капитан Кучков (Сезон 3)

## Списък на сезони
| Име | Име                                  | Серия                | Премиерен период                  |
| --- | ------------------------------------ | -------------------- | --------------------------------- |
|     | „Камионери“                          | 1 – 20 (20 епизода)  | 10 септември – 18 октомври 2001 г |
|     | „Камионери-2“                        | 21 – 32 (12 епизода) | 20 ноември – 26 декември 2004 г   |
|     | „Камионери-3. Десет години по-късно" | 33 – 44 (12 епизода) | 28 януари – 18 февруари 2012 г    |

## Награди
- 2002 – Награда „Златен орел“ – Владилен Арсениев – за най-добър телевизионен сериал, Владислав Галкин – за най-добра поддържаща мъжка роля.
- 2002 – Награда TEFI – номинация в категория „Телевизионен игрален сериал“.